# Isola Preveto
Preveto è un'isola italiana appartenente all'arcipelago delle isole Egadi, in Sicilia.
È un piccolo isolotto distante poco più di 200 metri dalla costa meridionale di Favignana, facilmente distinguibile da altri due scogli ad esso vicini, ovvero Galeotta e Galera, di dimensioni molto più ridotte.
L'isolotto ha coste rocciose ed alte dai 2 ai 4 metri ed un'elevazione massima di 8 metri sul livello del mare. Dista circa 2,9 km dal centro abitato di Favignana, comune al quale appartiene. È presente una piccola spiaggia di sabbia fine, raggiungibile anche a nuoto dalla costa.
L'isola è sito di nidificazione del gabbiano reale, le cui uova si schiudono nelle prime settimane di maggio.

## Storia

### Toponimo
L'isola è probabilmente chiamata in questo modo per via dell'unica costruzione religiosa, forse un convento di monaci.